# Međunarodni festival dječjih kazališta Maslačak
Međunarodni festival dječjih kazališta Maslačak je kazališni festival koji se održava svake godine u Sisku.
Prvi se održao 1999. godine, kojeg je organizirao Dom kulture Kristalna kocka vedrine i Matica hrvatska Sisak. Umjetnički direktor i pokretač Festivala je Đurđica Lasić Vuković.
Organizira ga Dom kulture Kristalna kocka Vedrine,pokrovitelji su Ministarstvo kulture RH, Upravni odjel društvenih djelatnosti Sisačko-moslavačke županije te Odjel društvenih djelatnosti Grada Siska.
Na ovom su festivalu, pored kazališta iz Hrvatske, sudjelovala i kazališta iz susjednih zemalja: BiH, Slovenije, Mađarske, ali i udaljenijih, kao što je Njemačka, Poljska, Litva, Letonija, Francuska, Indija i Rusija.
Ciljevi ovog festivala su razmjene umjetničkih i pedagoških iskustava te poticanje djece na dramski i stvarateljski rad.